# Cheux
Cheux é uma ex-comuna francesa na região administrativa da Normandia, no departamento de Calvados. Estendeu-se por uma área de 14,4 km². Em 2010 a comuna tinha 1 267 habitantes (densidade: 88 hab./km²).
Em 1 de janeiro de 2017 foi fundida com as comunas de Bretteville-l'Orgueilleuse, Brouay, Le Mesnil-Patry, Putot-en-Bessin e Sainte-Croix-Grand-Tonne para a criação da nova comuna de Thue et Mue.